# Paul Brunton
Paul Brunton (født 27. november 1898, død 27. juli 1981) var en britisk journalist, forfatter, filosof og mystiker. Han rejste meget i orienten og stiftede bekendtskab med ældgamle spirituelle traditioner, som han derefter i sine bøger præsenterede på en måde, der var forståelig for læsere med baggrund i en europæisk kultur.